# Mylabris laevicollis
Mylabris laevicollis is een keversoort uit de familie van oliekevers (Meloidae). De wetenschappelijke naam van de soort is voor het eerst geldig gepubliceerd in 1870 door Marseul.